# Eleições gerais de Angola de 2012
As Eleições gerais de Angola de 2012 realizaram-se a 31 de agosto de 2012, sendo as primeiras eleições gerais no país. Havia mais de 4 milhões de eleitores registados, dos quais cerca de 42% votaram e deram ao MPLA uma maioria qualificada na Assembleia Nacional, elegendo por esta via  - de acordo com a constituição de 2010 -  José Eduardo dos Santos, cabeça de lista dos candidatos do MPLA pelo Círculo Nacional, Presidente da República.

## Antecedentes
Nos anos 1980 e 1986, quando o país se chamava ainda República Popular de Angola, houve eleições parlamentares de acordo com o sistema mono-partidário, vigente na altura. Todos os deputados eleitos eram, naturalmente, do MPLA, único partido com existência legal. Em 1992, quando da passagem de Angola para uma democracia multipartidária e da adopção de uma nova constituição, organizaram-se duas eleições que se realizaram em simultâneo: eleições legislativas e eleições presidenciais. Nas legislativas o MPLA obteve uma clara maioria, mas constituiu-se também uma oposição significativa, composta pela UNITA, a FNLA e alguns partidos com pouca expressão. Nas presidenciais, o candidato do MPLA (e desde 1979 presidente em exercício), José Eduardo dos Santos, ficou a menos de 1% da maioria absoluta requerida para a primeira volta, ficando-se o candidato da UNITA, Jonas Savimbi, por pouco mais de 40%. A segunda volta não chegou a realizar-se, uma vez que a UNITA não reconheceu os resultados eleitorais e retomou a Guerra Civil. José Eduardo dos Santos continuou a exercer as funções de Presidente, e o parlamento eleito passou a funcionar, até com a participação dos deputados da UNITA e da FNLA, embora estes dois movimentos/partidos estivessem em guerra com o MPLA. Em razão da Guerra Civil, não se realizaram as eleições legislativas e presidenciais que, de acordo com a constituição, deviam ter lugar de quatro em quatro anos.
Depois do fim da Guerra Civil, em 2002, o governo levou seis anos até à realização de novas eleições. Em 2008 tiveram lugar  eleições legislativas que deram quase 82% ao MPLA, reduzindo a UNITA a cerca de 10% e a FNLA a uma expressão insignificante, ao lado de dois outros pequenos partidos. Com esta maioria qualificada, o MPLA fez adoptar, em 2010, uma nova constituição que, entre outros, já não prevê eleições presidenciais, estipulando ao invés que o cabeça de lista do partido mais votado será doravante automaticamente Presidente do Estado.

## Características e condições
É com base nesta nova constituição que se realizaram as Eleições Gerais de 2012 que receberam esta designação porque, embora se tenha tratado de eleições legislativas (parlamentares), definiram de forma indirecta quem iria ser o Presidente da República. Houve perto de 10 milhões de eleitores registados, e a Comissão Nacional Eleitoral admitiu um total de 9 partidos (de entre as largas dezenas que haviam requerido o registo). A campanha eleitoral foi amplamente dominada pelo MPLA, e os outros partidos denunciaram algumas irregularidades. A votação correu praticamente sem incidentes, embora também com a denúncia de certas irregularidades.

## Resultados
| Partido                 | Partido                               | Nº Votos  | % Votos | +/-   | Nº Deputados | +/-   |
| ----------------------- | ------------------------------------- | --------- | ------- | ----- | ------------ | ----- |
|                         | MPLA                                  | 4 135 503 | 71,8%   | 9,8   | 175 / 220    | 16    |
|                         | UNITA                                 | 1 074 565 | 18,7%   | 8,3   | 32 / 220     | 16    |
|                         | CASA-CE                               | 345 589   | 6,0%    | Novo  | 8 / 220      | Novo  |
|                         | PRS                                   | 98 233    | 1,7%    | 1,5   | 3 / 220      | 5     |
|                         | FNLA                                  | 65 163    | 1,1%    | =     | 2 / 220      | 1     |
|                         | Nova Democracia União Eleitoral       | 13 337    | 0,2%    | 1,0   | 0 / 220      | 2     |
|                         | Partido Popular pelo Desenvolvimento  | 8 710     | 0,2%    | Novo  | 0 / 220      | Novo  |
|                         | Frente Unida para a Mudança de Angola | 8 260     | 0,1%    | Novo  | 0 / 220      | Novo  |
|                         | Conselho Político da Oposição         | 6 644     | 0,1%    | Novo  | 0 / 220      | Novo  |
| Votos inválidos         | Votos inválidos                       | 368 685   | 6,0%    | 4,6   |              |       |
| Total                   | Total                                 | 6 124 669 | 100%    |       | 220          |       |
| Eleitorado/Participação | Eleitorado/Participação               | 9 757 671 | 62,8%   | 24,6  |              |       |
| Fonte                   | Fonte                                 | [ 1 ]     | [ 1 ]   | [ 1 ] | [ 1 ]        | [ 1 ] |

## Análise dos resultados
Fica patente na tabela que o MPLA, embora com uma percentagem menor de votos expressos do que em 2008, manteve a maioria qualificada - sendo a consequência mais saliente que José Eduardo dos Santos, que foi o seu cabeça de lista, ficou confirmado na função de Presidente. O nº 2 da lista, Manuel Domingos Vicente, foi por esta via eleito Vice-Presidente. A UNITA aumentou a sua percentagem em cerca de 80%, duplicando o número de deputados. A CASA (Convergência Ampla de Salvação de Angola), recentemente fundada por um antigo dirigente da UNITA, Abel Epalanga Chivukuvuku, conseguiu respeitáveis 6%. A FNLA e o PRS passaram a valores insignificantes, e os outros partidos que concorreram não chegaram a eleger um único deputado.
Merece forte destaque a alta taxa de abstenção que houve nesta eleição: 37.1%  contra 12.5% em 2008. Significa isto que perto de 4 milhões de eleitores registados não foram às urnas. Na Província de Luanda, onde vive a quarta parte da população angolana e onde o nível de politização é particularmente alto, a abstenção foi de 42%.
Outro aspecto a destacar são as grandes diferenças entre províncias, no que respeita os resultados dos partidos. Pode assinalar-se, neste contexto, o facto de a UNITA obter cerca de 30% nas Províncias de Luanda e do Huambo, e 36% na Província do Bié. Os partidos da oposição obtiveram, no conjunto, mais de 40% nas Províncias de Luanda e de Cabinda.